# Blerta Basholli
Blerta Basholli (* 1983 im Kosovo) ist eine kosovarische Filmregisseurin, Drehbuchautorin und Filmproduzentin.

## Leben
Blerta Basholli wurde 1983 im Kosovo geboren. Ab 2008 studierte sie im Film Graduate Programme der Tisch School of the Arts der New York University. Sie arbeitete gerade für ihren Masterabschluss, als ihr Freund, ein Fotograf, sie auf eine Geschichte aufmerksam machte, die er über eine Frau aus einem Dorf gehört hatte, die nach bestandener Führerscheinprüfung im gesamten Distrikt diskriminiert wurde, weil sie arbeitete und einen Van fuhr. Dies habe sie sehr interessant gefunden, so Basholli, da die Albaner mit ihrer Gastfreundschaft, Höflichkeit und Solidarität prahlten, doch hätte diese Mutter von zwei Kindern, deren Ehemann nach dem Krieg vermisst wurde, nur wenig Unterstützung erfahren.
So entstand Bashollis Langfilmdebüt Hive. Der Film ist von der wahren Lebensgeschichte von Fahrije Hoti inspiriert. Die Kosovo-Albanerin hatte ihren Ehemann nach einem Massaker durch serbische Streitkräfte im Dorf Krusha e Madhe im März 1999 als vermisst gemeldet, einen Tag nach dem Start der Luftangriffe der NATO. Hotis Haus wurde während des Krieges niedergebrannt, und sie musste sich nun alleine um zwei kleine Kinder und die Eltern ihres Mannes kümmern. Als alleinerziehende Mutter diskriminiert, versuchte Hoti, ihre Nachbarinnen, die fast alle ihre Männer im Krieg verloren hatten, davon zu überzeugen, dass sie Geld verdienen könnten, indem sie ihre hausgemachten Gurken und den traditionellen Ajvar verkaufen. Als sie sich an Hoti wandte, dachte diese zuerst, sie wollten einen Dokumentarfilm über ihr Leben machen, doch Basholli konnte sie beruhigen, man wolle ihr Leben nur als Vorlage für einen Spielfilm verwenden und viele Elemente verändern. Basholli hatte auch die vielen Interviews in den Film einfließen lassen, die Hoti und andere Frauen aus dem Dorf im Laufe der Jahre gegeben hatten. Basholli selbst war erst 2011 in den Kosovo zurückgekehrt. Heute ist sie Kulturdirektorin in Pristina. Der Film feierte Ende Januar 2021 beim Sundance Film Festival seine Premiere. Hive wurde von Kosovo als Beitrag für die Oscarverleihung 2022 in der Kategorie Bester Internationaler Film eingereicht.

## Filmografie
- 2006: Mirror, Mirror... (Dokumentarkurzfilm, Regie und Drehbuch)
- 2011: Lena dhe Unë (Kurzfilm, Regie und Drehbuch)
- 2021: Hive (Regie und Drehbuch)
- 2023: Domaćinstvo za početnici (Produktion)

## Auszeichnungen (Auswahl)
Filmfest Hamburg
- 2021: Auszeichnung mit dem NDR-Nachwuchspreis (Hive)[4]

Internationales Filmfestival Warschau
- 2021: Auszeichnung mit dem 1-2 Award (Hive)[5]

Sundance Film Festival
- 2021: Auszeichnung mit dem World Cinema Grand Jury Prize: Dramatic (Hive)
- 2021: Auszeichnung mit dem Audience Award: World Cinema Dramatic (Hive)
- 2021: Auszeichnung mit dem Directing Award: World Cinema Dramatic (Hive)[6][7]

Valladolid International Film Festival
- 2021: Auszeichnung mit dem Goldenen Fundos (Hive)[8]